# Тустна
Тустна (норв. Tustna) — коммуна в губернии Мёре-ог-Ромсдал в Норвегии. Административный центр коммуны — город Гуллстейн (англ. Gullstein). Официальный язык коммуны — нейтральный. Население коммуны на 2004 год составляло 1006 человек. Площадь коммуны Тустна — 89 км², код-идентификатор — 6590. 1 января 2006 года объединена с Эуре.

## История
Тустна изначально была частью коммуны Едой. На собрании, состоявшемся 17 марта 1863 года было принято решение о постройке церкви на Тустерн (название острова в то время) и тем самым обрести статус отдельного прихода. Церковь в деревне Гуллстейн была построена в 1864 году. Королевская резолюция от 3 мая 1873 года постановила отделить Тустерна от Едойя и создать отдельную коммуну, что было сделано 1 января 1874 года. Новая коммуна имела первоначальное население 1179 человек. 1 января 2006 года коммуна Тустна была включена в состав коммуны Эуре. К этому моменту в коммуне Тусна проживало 1006 человек.